# Aegophagamyia zeus
Aegophagamyia zeus är en tvåvingeart som beskrevs av H. Oldroyd 1957. Aegophagamyia zeus ingår i släktet Aegophagamyia och familjen bromsar.
Artens utbredningsområde är Madagaskar. Inga underarter finns listade i Catalogue of Life.